# Lennon Connolly
Lennon Connolly (Escocia, 21 de marzo de 2006) es un futbolista escocés que juega como centrocampista en el Queens Park Rangers F. C. de la EFL Championship.

## Estadísticas

### Clubes
Actualizado al último partido disputado el 23 de diciembre de 2022.
| Club                                 | Div.          | Temporada     | Liga  | Liga  | Liga   | Copas nacionales | Copas nacionales | Copas nacionales | Copas internacionales | Copas internacionales | Copas internacionales | Total | Total | Total  |
| Club                                 | Div.          | Temporada     | Part. | Goles | Asist. | Part.            | Goles            | Asist.           | Part.                 | Goles                 | Asist.                | Part. | Goles | Asist. |
| ------------------------------------ | ------------- | ------------- | ----- | ----- | ------ | ---------------- | ---------------- | ---------------- | --------------------- | --------------------- | --------------------- | ----- | ----- | ------ |
| Queens Park Rangers F. C. Inglaterra | 2.ª           | 2022-23       | 1     | 0     | 0      | 2                | 0                | 0                | —                     | —                     | —                     | 3     | 0     | 0      |
| Queens Park Rangers F. C. Inglaterra | 2.ª           | 2023-24       | 0     | 0     | 0      | 0                | 0                | 0                | —                     | —                     | —                     | 0     | 0     | 0      |
| Queens Park Rangers F. C. Inglaterra | Total club    | Total club    | 1     | 0     | 0      | 2                | 0                | 0                | 0                     | 0                     | 0                     | 3     | 0     | 0      |
| Total carrera                        | Total carrera | Total carrera | 1     | 0     | 0      | 2                | 0                | 0                | 0                     | 0                     | 0                     | 3     | 0     | 0      |